# Natriummercaptoacetat
Natriummercaptoacetat ist eine chemische Verbindung und das Natriumsalz der Mercaptoessigsäure.

## Eigenschaften
Mercaptoacetat ist unter Normalbedingungen ein weißes, gut wasserlösliches, licht- und luftempfindliches Pulver mit leicht fauligem Geruch. Der markante Geruch stammt von den Zersetzungprodukten Schwefelwasserstoff und Schwefeldioxid.

## Verwendung
Natriummercaptoacetat wird als Inhaltsstoff in Rostfleckenentfernern (z. B. für Autofelgen) eingesetzt. Das Einsetzen der Reaktion, wie etwa beim Einwirken auf Flugrost, zeigt sich an einer violetten Färbung, was oft als Wirkindikator beschrieben wird. Eine Reihe weiterer Anwendungen ergeben sich in der Wasch- und Reinigungsindustrie und in der mikrobiologischen Forschung.
Natriummercaptoacetat kann Chelatkomplexe bilden und so Divalentkationen wie Calcium (Ca²⁺) und Magnesium (Mg²⁺) binden. Diese chelatbildenden Eigenschaften sind in verschiedenen biochemischen Assays und Prozessen wesentlich, wo dieser Stoff verwendet wird, um Metallionen zu binden, die andernfalls enzymatische Reaktionen stören oder die Stabilität bestimmter Biomoleküle beeinflussen könnten.